# Những bước ngoặt trong Nội chiến Hoa Kỳ
Người ta không tán thành với nhau về bước ngoặt của cuộc Nội chiến Hoa Kỳ. Ý tưởng về một bước ngoặt là một sự kiện mà phần lớn bình luận viên cho rằng kết thúc cuối cuối cùng là không thể tránh khỏi. Trong khi trận Gettysburg (1863) hay được viện dẫn nhiều nhất (thường là cùng với Cuộc vây hãm Vicksburg), còn có những bước ngoặt gây thuyết phục khác trong cuộc Nội chiến Hoa Kỳ. Các bước ngoặt đều được trình bày ở đây theo thứ tự thời gian. Chỉ có mỗi luận điểm tích cực về chúng là được đưa ra.
Trong cuộc Nội chiến Hoa Kỳ, nhiều bước ngoặt là do các sử gia sau này chỉ ra, chứ không được công nhận trong thời điểm đó.

## Chiến thắng của quân miền Bắc tại trận Antietam (tháng 9 năm 1862)
Trận Antietam vào ngày 17 tháng 9 năm 1862, là cái ngày đẫm máu nhất trong quân sử Hoa Kỳ. Tuy nhiên, trận đánh này có hai ý nghĩa chiến lược. Tuy kết thúc với bế tắc chiến thuật giữa Binh đoàn Potomac và Binh đoàn Bắc Virginia nhỏ bé hơn nhiều, trận đánh đã đẩy lùi cuộc Bắc chinh của Đại tướng Robert Lee. Một trong những mục tiêu của Lee là kêu gọi bang chiếm hữu nô lệ Maryland gia nhập Liên minh miền Nam, hoặc ít nhất là tuyển mộ tân binh ở đây. Ông đã thất bại trong mục đích này; và ông cũng bất thành trong việc gây khiếp đảm cho người miền Bắc, khiến cho phong trào phản chiến ở miền Bắc lên cao và buộc người miền Bắc phải giảng hòa.
Nhưng chiến công của Thiếu tướng George B. McClellan còn có một ý nghĩa trọng đại hơn nữa về mặt chiến lược: chiến thắng Antietam có đủ tầm vóc để tạo điều kiện cho Lincoln công bố Tuyên ngôn Giải phóng Nô lệ.

## Cái chết của Stonewall Jackson (tháng 5 năm 1863)
Sau khi đánh thắng quân miền Bắc trong trận Chancellorsville, Binh đoàn Bắc Virginia mất Trung tướng Stonewall Jackson do ông bị nhiễm trùng sau khi trúng đạn của chính binh lính của mình. Cái chết của ông là một đòn giáng vào tinh thần của quân đội miền Nam, do ông là một trong những vị tướng lĩnh vinh quang và được lòng nhất của họ. Chỉ một tháng sau, Robert E. Lee không còn vị tướng nào có bản lĩnh như Jackson trong Trận Gettysburg. Nhiều nhà sử học cho rằng Jackson có khả năng chiếm được những cứ điểm quan trọng mà những người thế chức ông không thể hoặc là không dám chiếm lấy.

## Chiến thắng tại Gettysburg và Vicksburg của quân miền Bắc (tháng 7 năm 1863)
Vào ngày 4 tháng 7 năm 1863, thành lũy của quân miền Nam trên sông Mississippi, Vicksburg, Mississippi, đã đầu háng Thiếu tướng Ulysses S. Grant. Ngày hôm trước, Binh đoàn Potomac dưới quyền Thiếu tướng George Meade đã đánh thắng Robert E. Lee trong Trận Gettysburg. Loạt chiến thắng này thường được xem là bước ngoặt cơ bản nhất của chiến tranh.

## Chiến thắng của quân miền Bắc trong trận Chattanooga thứ ba (tháng 11 năm 1863)
Nhà sử học quân sự người Anh là J.F.C. Fuller cho rằng chiến thắng của Grant trước Binh đoàn của Braxton Bragg trong trận Chattanooga thứ ba là một bước ngoặt trong cuộc chiến vì nó đã đẩy lui Liên minh miền Nam về bờ biển Đại Tây Dương, và mở đường cho Chiến dịch Atlanta của Tướng William T. Sherman's chiến dịch Atlanta cùng với cuộc hành quân ra biển do Sherman dẫn đầu.

## Atlanta thất thủ về tay quân miền Bắc (tháng 9 năm 1864)
Một số người coi thắng lợi của Sherman trong cuộc vây hãm Atlanta là một bước ngoặt, bởi vì thành phố này là địa bàn quan trọng nhất của phe miền Nam. Chiến thắng này nâng cao khí thế của người miền Bắc và gíup cho Lincoln được tái đắc cử, thêm nữa chiến thắng ấy đã cắt đứt đường vận tải trong con tim của Liên minh miền Nam và gần như là hủy diệt cả thành phố.